# VR Dv12 sorozat
A VR Dv 12 egy finn dízelmozdony sorozat. A Valmet és a Lokomo gyártotta 1964 és 1984 között. Összesen 192 db készült.